# Surbiton Trophy 2000
Il Surbiton Trophy 2000 è stato un torneo di tennis facente parte della categoria ATP Challenger Series nell'ambito dell'ATP Challenger Series 2000. Il torneo si è giocato a Surbiton in Regno Unito dal 5 all'11 giugno 2000 su campi in erba.

## Vincitori

### Singolare
Wayne Arthurs ha battuto in finale  Laurence Tieleman con il punteggio di 4–6, 7–6(6), 6–4

### Doppio
Jeff Coetzee /  Marcos Ondruska hanno battuto in finale  Jonathan Stark /  Jared Palmer con il punteggio di 7–6(3), 7–6(6)